# كريستينا ويلر
كريستينا ويلر (بالإنجليزية: Christina Wheeler)‏ مواليد 15 أبريل 1982 في أوكرانيا، هي لاعبة كرة مضرب أسترالية سابقة بدأت مسيرتها كمحترفة سنة 2000 وكانت تلعب باليد اليمنى، اعتزلت اللعب في 2008. كما أنها إحدى بطلات الجراند سلام.

## بطولات حققتها
- بطولة أستراليا المفتوحة للتنس

## روابط خارجية
- كريستينا ويلر على موقع رابطة محترفات التنس (الإنجليزية)
- كريستينا ويلر على موقع الاتحاد الدولي لكرة المضرب (الإنجليزية)
- كريستينا ويلر على موقع كأس بيلي جين كينغ (الإنجليزية)
- كريستينا ويلر على موقع اتحاد التنس الأسترالي (الإنجليزية)
- كريستينا ويلر على موقع خلاصة التنس.كوم (الإنجليزية)
- كريستينا ويلر على موقع إي إس بي إن.كوم (الإنجليزية)